# Bataille de Kirta Wulgo
Insurrection de Boko Haram
Batailles
La bataille de Kirta Wulgo a lieu les 27 et 28 septembre 2021, pendant l'insurrection de Boko Haram.

## Prélude
Le 27 septembre 2021, des combattants de Boko Haram attaquent l'île de Kirta Wulgo, située sur le lac Tchad, en territoire nigérian. Cette île est alors occupée par l'État islamique en Afrique de l'Ouest, qui utilise son port pour importer des armes et des vivres dans les territoires sous son contrôle.
Boko Haram avait lancé une première attaque en août, qui s'était soldée par un échec. Pour cette offensive, le groupe mobilise ses combattants des camps de Gegime et de Kwatar Mota, en territoire nigérien, et de Kaiga-Kindjiria, en territoire tchadien, qui se rassemblent à Tumbun Ali, en territoire nigérian. Depuis la mort d'Abubakar Shekau, tué en mai 2021 lors de la bataille de la forêt de Sambisa, Boko Haram est dirigé par Bakoura Buduma qui a trouvé refuge sur les rives nigériennes du lac Tchad.

## Déroulement
Les combats débutent le 27 septembre, à 16 heures, et s'achèvent le lendemain, à 9 heures du matin, par la victoire de Boko Haram qui prend possession de l'île,. Les affrontements ont fait plus de 100 morts. Mais ces chiffres sont à relativiser selon les chercheurs, qui soulignent la difficulté à obtenir des informations fiables dans cette région. « Il ne faut pas exagérer l’importance de cet incident », tempère Vincent Foucher, qui rappelle que les hommes de l'État Islamique ont ensuite repris le contrôle de cette position .
Avec cette prise, Boko Haram menace alors les îles de Sabon Tumbu, Jibillaram et Kwalleram, principaux fiefs de l'État islamique sur le lac Tchad. L'AFP indique que d'après une source de la région, Abou Mosab al-Barnaoui se trouverait alors à Sabon Tumbu et son adjoint à Jibillaram.
Cependant le succès de Boko Haram est sans lendemain et l'État islamique reprend possession de l'île en octobre.